# Олег Игоревич
Олег Игоревич (в крещении Павел; родился в 1174 или 1175 — умер, по разным версиям, в 1185/1186, 1205 или после 1228) — русский князь из династии Ольговичей, сын Игоря Святославича. Возможно, участвовал в походе отца против половцев в 1185 году. Некоторые исследователи отождествляют Олега Игоревича с Олегом Курским, участником битвы на Калке в 1223 году, на время захватившим черниговское княжение.

## Биография
Олег Игоревич был вторым сыном Игоря Святославича, одного из князей Черниговской земли, принадлежавшего к династии Ольговичей. По матери Олег приходился внуком галицкому князю Ярославу Осмомыслу; у него были трое или четверо братьев — Владимир, Святослав, Роман и Ростислав (последнего, упомянутого в одной из летописей, возможно, никогда не существовало).
Ипатьевская летопись датирует рождение Олега 1175 годом, а исследователь Н. Бережков — 1174 годом. Если старший из сыновей Игоря был назван в честь прадеда по матери, то второй получил имя прадеда по отцу, Олега Святославича; в крещении он был назван Павлом — явно в пару старшему брату Владимиру-Петру. 
По одной из версий, в «Слове о полку Игореве» содержится упоминание этого княжича (на тот момент десяти- или одиннадцатилетнего) как участника отцовского похода в степь в 1185 году. Автор «Слова» пишет, сообщая о разгроме русского войска и пленении князей: «Два солнца помѣркоста, оба багряная стлъпа погасоста и съ нима молодая мѣсяца, Олегъ и Святъславъ, тъмою ся поволокоста». По данным Лаврентьевской летописи, Игорь взял с собой двух сыновей (их имена не названы), а Ипатьевская летопись говорит только об одном, самом старшем, — Владимире. Мнения учёных по этому поводу расходятся. Одни исследователи полагают, что Олег мог участвовать в походе, другие считают такое участие невозможным из-за слишком юного возраста княжича. Существует версия о том, что имена «молодых месяцев» — позднейшая вставка.
Точной информации о том, как сложилась судьба Олега Игоревича, в сохранившихся источниках нет. По одной из версий, он мог умереть в половецком плену в 1185 или 1186 году. Густынская летопись датирует 6713 годом (1205 от Р. Х.) смерть князей «Олга Игоровича» и «Володимера Юрьевича Муромского»; исследователь О. Рапов полагает, что речь здесь идёт о сыне Игоря Святославича, однако в Московском летописном своде сообщается о смерти «князя Олега Черниговъского Святославича» и «князя Володимера Юрьевича Муромского» в 1204 году. Это может значить, что и в Густынской летописи речь идёт о сыне Святослава Всеволодовича.
Существует мнение, что Олег Игоревич княжил в Курске. Именно с этим князем может быть отождествлён упомянутый в летописях Олег Курский, который в 1223 году сражался с монголами на Калке, а позже, видя, что Чернигов остался без князя, занял его на время «как старейший в граде». В других версиях фигурируют сын Святослава Игоревича и сын Святослава Ольговича. Возможно, Олег Курский занял Чернигов в 1226 году. Умер после 1228 года.